# Deathspell Omega
Deathspell Omega — французская авангардная блэк-метал-группа, основанная в 1998 году в Пуатье. Точный состав коллектива неизвестен, а музыканты никогда не выступали вживую. Лирика группы посвящена метафизическому сатанизму, а также философии Батая и Гегеля.

## История

### Основание и первые альбомы (1998—2003)
Deathspell Omega была основана в 1998 году в Пуатье гитаристом Хасъярлом (Hasjarl) и вокалистом Шаксулом (Shaxul). В июле 1999 группа записала демо Disciples Of The Ultimate Void, вышедшее лимитированным изданием в 66 копий на лейбле Drakkar Productions. Дебютный альбом Infernal Battles выпущен в 2000 году лейблом Northern Heritage Records на виниле в 200 экземплярах. Оригинальное издание альбома сейчас высоко ценится: на аукционах его стоимость варьируется от $325 до $575. В 2001 году вышел сплит с финским проектом Clandestine Blaze, единственным участником которого является Микко Аспа. Второй полноформатный альбом Inquisitors of Satan выпущен в 2002 году на Northern Heritage Records. В 2003 году Аспа занял место вокалиста Deathspell Omega, сменив на этом посту Шаксула.

### Смена стиля. Трилогия (2004—2012)
Третий полноформатный альбом Si monvmentvm reqvires, circvmspice, первый из трилогии, вышел в феврале 2004 года на лейбле Norma Evangelium Diaboli. Релиз ознаменовал отход Deathspell Omega от традиционного блэк-метала и уклон в сторону авангарда. EP 2005 года Kénôse продолжил трансформацию группы. В 2007 году Deathspell Omega выпустили вторую главу трилогии — Fas — Ite, Maledicti, in Ignem Aeternum. Пластинка получила признание критиков, а журнал Terrorizer назвал её альбомом года. Завершил трилогию альбом Paracletus, что вышел в 2010 году. Тематически связанный с ним EP, получивший название Drought, был выпущен в 2012 году.

### Дальнейшая история (2012 — н.в.)
В 2016 году вышел шестой полноформатный альбом The Synarchy of Molten Bones. Седьмой альбом, The Furnaces of Palingenesia, был выпущен в 2019. Релиз представляет собой деконструкцию авторитарного режима. Он был записан на студии Kerwax Studio в Бретани, при содействии Кристофа Шаванона и Мариона Леклерка из группы Mütterlein. При записи использовалось только аналоговое оборудование. По словам музыкантов, они попытались придать The Furnaces of Palingenesia то «зловещее ощущение трагедии, которым веет от исполнения Фуртвенглером девятой симфонии Брукнера в 1944 году, когда на Берлин сыпались бомбы, а европейская цивилизация совершала самоубийство под напором тех, кого Ницше с предельным отвращением называл „людьми ресентимента“». В интервью журналу Bardo Methodology, Deathspell Omega заявили, что The Furnaces of Palingenesia стала первой пластинкой, которую они посчитали годной для исполнения на концерте, «однако оказалось, что некоторые музыканты не в состоянии посвятить время столь амбициозному проекту, поэтому мы просто похоронили эту идею». Позже на официальном ютуб-канале лейбла Norma Evangelium Diaboli появилось видео с репетиции, где Deathspell Omega играют песню «The Fires of Frustration». Помимо этого, на песню «Ad Arma! Ad Arma!» впервые в истории группы был снят музыкальный видеоклип.
В марте 2022 года состоялся выход восьмого студийного альбома, получившего название The Long Defeat. Пластинка была записана в июле 2021 года.

## Дискография

### Студийные альбомы
- 2000 — Infernal Battles
- 2002 — Inquisitors of Satan
- 2004 — Si monvmentvm reqvires, circvmspice
- 2007 — Fas — Ite, Maledicti, in Ignem Aeternum
- 2010 — Paracletus
- 2016 — The Synarchy of Molten Bones
- 2019 — The Furnaces of Palingenesia
- 2022 — The Long Defeat

### Сплит-альбомы
- 2000 — Moonblood / Deathspell Omega — Sob A Lua Do Bode / Demonic Vengeance LP
- 2001 — Clandestine Blaze / Deathspell Omega — Split LP
- 2001 — Mütiilation / Deathspell Omega — Split 10"
- 2005 — Malicious Secrets / Deathspell Omega — From The Entrails To The Dirt 12"
- 2008 — Deathspell Omega / S.V.E.S.T.

### Компиляции
- 2008 — Manifestations 2000—2001
- 2008 — Manifestations 2002

### Демо/EP
- 1999 — Disciples Of The Ultimate Void
- 2005 — Kénôse
- 2008 — Mass Grave Aesthetics
- 2008 — Veritas Diaboli Manet In Aeternum: Chaining the Katechon
- 2011 — Diabolus Absconditus
- 2012 — Drought

### Сборники
- 2001 — VA — Black Metal Blitzkrieg
- 2001 — VA — Crushing The Holy Trinity